# Annette Charles
Annette Charles, właśc. Annette Cardona (ur. 5 marca 1948 w Los Angeles, zm. 3 sierpnia 2011 tamże) – amerykańska aktorka filmowa i telewizyjna.
Miała tytuł magistra pracy socjalnej (master's degree in Social Work) uzyskany w New York University, była wykładowcą California State University, Northridge.

## Filmografia
- 1978 Grease – Cha-cha Digregorio
- 1979 In Search of Historic Jesus(inne języki) – Maria Magdalena